# ダンシング・オールナイト
「ダンシング・オールナイト」は、もんた&ブラザーズのメジャー・デビュー・シングル。1980年4月21日発売。発売元は日本フォノグラム（フィリップス・レコード事業部、現：ユニバーサルミュージックジャパン）。規格品番：FS-2175。

## 解説
1971年、ソロ歌手としてデビューするも思うようなヒットを出せなかったもんたよしのりが、レコード会社と再起をかけ結成したバンド「もんた&ブラザーズ」のデビュー曲。
もんたの述懐によれば「売れるわけないやん」と弱気だったこともあり、これが最後のレコーディングになるつもりで臨んだが、発売前から有線放送で火がつき各地で1位を獲得。オリコンシングルチャートでも同年5月最終週付19位に登場、翌週4位まで上昇。翌々週に同チャートで1位を獲得、そこから10週連続で1位を独走した。TBS系音楽番組『ザ・ベストテン』でも通算7週1位を獲得。
1980年代（集計期間：1979年12月 - 1989年11月）オリコンチャートシングル売上ランキング1位。累計売上は200万枚。
年末には第11回日本歌謡大賞で放送音楽特別賞、第13回全日本有線放送大賞で大賞を獲得。第22回日本レコード大賞でも金賞を受賞、賞レースで数々の賞を獲得。
本作の大ヒットによって埋もれているが、次作「赤いアンブレラ」や、のちの「DESIRE」もオリコンチャートでTOP10入り、累計売上も20万枚以上のヒットを記録している。
1992年に再発されたCD盤では、カップリングに「DESIRE」を収録。また共にオリジナル・カラオケも収録された。マレーシアでは巫啓賢によって北京語カバーされている。

## 収録曲
全曲作詞:水谷啓二　作曲:もんたよしのり　編曲:もんた&Brothers・松井忠重
1. ダンシング・オールナイト（3:57）
2. ジャーニー（3:36）

### CD盤収録曲
1. ダンシング・オールナイト
2. DESIRE
  - 作詞:園部和範　作曲:もんたよしのり　編曲:もんた&Brothers
3. ダンシング・オールナイト（オリジナル・カラオケ）
4. DESIRE（オリジナル・カラオケ）

## メディアでの引用
1981年当時漫才ブームで一世を風靡したザ・ぼんちのネタ中、橋幸夫の歌まねが直らないぼんちおさむが「ダンシング・オールナイト」のサビ部分も交え散々歌った挙句「アレ〜?」と決まってオチをつけていた。もんた自身をクローズアップしたネタも披露したことがある。
2005年、替え歌されたものがミツカン『追いがつおつゆ』CMソングに使用された。
2009年大晦日に放送された『絶対に笑ってはいけないホテルマン24時』では、もんた本人が「メンバーオールアウト、（ココリコ）田中は2発」と「ダンシング・オールナイト」の替え歌を歌い罰を執行した。「メンバーオールアウト」は全員アウト、「田中は2発」はココリコの田中直樹が2回尻を叩かれた意味。
2010年、トヨタのミニバン6車種(アルファード、ヴェルファイア、ノア、ヴォクシー、エスティマ、アイシス)を対象としたカーナビ付き3万円キャッシュバックキャンペーンのCMでアンタッチャブルの山崎弘也が替え歌を歌唱。

## カバー
- 1981年、劉文正-舞在今宵。
- 1990年、アルバム『紗II』で髙橋真梨子がカバー。
- 1995年、ノエビア「コスメティック・ルネッサンス」CM曲でマリーンがカバー。2003年発売コンピレーションにも収録された。
- 2007年、アルバム『80’S HIT PARADE VOL.1』で具秦完がカバー。
- 2011年、アルバム『Reminiscence blue』で庄野真代がカバー。
- 2012年、アルバム『時代の歌 V』で鳥羽一郎がカバー。
- 2013年、アルバム『今昔歌～ピンキーの男唄～』で今陽子がカバー。
- 2015年、アルバム『すれちがい-It's my life-』で中尾ミエがカバー。
- 2015年、アルバム『SINGER 3』で島津亜矢がカバー。
- 2016年　アルバム『Belie + Vampire』で中森明菜がカバー。
- 2018年、アルバム『VOICE』で天童よしみがカバー。
- 2018年、アルバム『たいせつなもの ～Goodies～』で松崎しげるがカバー。
- 2021年、アルバム『TRY～大江裕J-POPを歌う～』で大江裕がカバー。
- 2022年、シングル『花』でJUJUがカバー。
- 2024年、アルバム『流しのOOJA 3〜VINTAGE SONG COVERS〜』でMs.OOJAがカバー。